# Maladera stolida
Maladera stolida är en skalbaggsart som beskrevs av Brenske 1899. Maladera stolida ingår i släktet Maladera och familjen Melolonthidae. Inga underarter finns listade i Catalogue of Life.